# Sławomir Hulanicki
Sławomir Hulanicki (ur. 7 września 1938 w Rafałówce w daw. województwie wołyńskim, zm. 10 grudnia 1992 w Szczecinie) – polski inżynier i wynalazca, ezoteryk, profesor nauk technicznych, nauczyciel akademicki Politechniki Wrocławskiej (1964–1976) i Wyższej Szkoły Morskiej w Szczecinie (1976–1992), a w latach 1984–1987 rektor tej uczelni, wieloletni dyrektor Instytutu Technicznej Eksploatacji Siłowni Okrętowych WSM w Szczecinie.

## Biografia
Absolwent magisterskich studiów z zakresu chemii na Wydziale Chemicznym Politechniki Wrocławskiej, które ukończył w 10 kwietnia 1963 roku, uzyskując tytuł zawodowy magistra inżyniera chemika w specjalności technologia paliw. W 1967 r. na Politechnice Wrocławskiej obronił pracę doktorską pt. „Badania nad temperaturą samozapłonu fluidyzujących pyłów naturalnych paliw stałych”, której promotorem był doc. dr hab. Bohdan Głowiak, złożył egzaminy doktorskie z zagadnień ochrony atmosfery oraz ekonomii politycznej i 14 grudnia 1967 roku otrzymał dyplom doktora nauk technicznych. Dnia 5 maja 1973 roku zdał kolokwium habilitacyjne przed Radą Wydziału Inżynierii Sanitarnej Politechniki Wrocławskiej i na podstawie oceny ogólnego dorobku naukowego oraz przedłożonej rozprawy habilitacyjnej pt. „Własności termokinetyczne aerozoli przemysłowych” uzyskał stopień naukowy doktora habilitowanego nauk technicznych ze specjalnością ochrona atmosfery i ochrona przeciwwybuchowa. Tytuł profesora nadzwyczajnego nauk technicznych otrzymał Uchwałą 68/82 Rady Państwa z 17 września 1982, natomiast 1 lipca 1991 został mianowany na stanowisko profesora zwyczajnego, a nominację podpisał sekretarz stanu w Ministerstwie Transportu i Gospodarki Morskiej Jan Kuligowski.
Jego zainteresowania naukowe obejmowały ochronę środowiska, ochronę przeciwpożarową statków oraz bezpieczeństwo i higienę pracy. Zajmował się badaniami właściwości paliw silnikowych oraz emulsji paliwowo-wodnych wykorzystywanymi do zasilania silników okrętowych w kontekście ochrony środowiska morskiego przed zanieczyszczeniami ze statków. Był promotorem sześciu prac doktorskich. Autor i współautor ponad 100 publikacji i opracowań naukowych, w tym 2 monografii naukowych, 1 skryptu, 71 artykułów, 20 referatów konferencyjnych, a także 55 sprawozdań z prac badawczych. Autor 3 prac projektowych. Twórca wielu wynalazków, uzyskał 23 patenty. Pośród wynalazków jego autorstwa znajdują się: urządzenie do wytwarzania emulsji olejowo-wodnych, metoda wytwarzania mieszanin paliwowo-wodnych i odolejacz wód zaolejonych.
Oprócz pracy naukowej poświęcał się podróżom. Był autorem 27 publikacji o charakterze nienaukowym, dotyczących kwestii społeczno-kulturalnych i ezoterycznych. Pasjonowała go joga, psychologia i parapsychologia. Opublikował pięć książek dotyczących zdrowego trybu życia, stosowania jogi oraz potęgi podświadomości. Pośród jego prac znajduje się książka dotycząca wierzeń Huna – pierwotnych mieszkańców Hawajów. Większość tytułów została wydana pośmiertnie.
Wg akt Wojewódzkiego Urzędu Spraw Wewnętrznych w Szczecinie, w latach 1984–1989 był kontaktem operacyjnym o ps. Sławomir i SH.

## Nagrody i odznaczenia
Otrzymał wiele nagród, w tym sześć nagród Rektora Politechniki Wrocławskiej, trzy indywidualne i jedną zespołową nagrodę Rektora Wyższej Szkoły Morskiej w Szczecinie, nagrodę Komendanta Głównego Straży Pożarnych, indywidualną nagrodę trzeciego stopnia Ministra Nauki, nagrodę Szkolnictwa Wyższego i Techniki (1974) oraz indywidualna nagrodę pierwszego stopnia Ministra Nauki, Szkolnictwa Wyższego i Techniki (1981). Został odznaczony Złotym Krzyżem Zasługi (1982).

## Wybrane wynalazki
- Sposób wyznaczania temperatury samozapłonu pyłów paliw stałych (patent PL055935).
- Przyrząd do wyznaczania kinetyki odgazowania areozoli (patent PL064239).
- Dozownik pyłowy (patent PL051261).
- Przyrząd do wyznaczania temperatury zatlenia areozoli (patent PL064238).
- Uniwersalny przyrząd do badań właściwości wybuchowych aerozoli w warunkach przepływu (patent PL064648).
- Uniwersalny przyrząd do badań właściwości wybuchowych aerozoli w warunkach mikrostatyki (patent PL064240).
- Przyrząd do wyznaczania temperatury samozatlenia aerozoli (patent PL064443).
- Przyrząd do wyznaczania morfologicznych własności płomieni powstałych z produktów termicznego rozkładu ciał stałych i ciekłych (patent PL064442).
- Kompozycja do płukania silników spalinowych (patent PL128506).
- Przyrząd do wyznaczania temperatury samozapłonu osadów aerozoli (patent PL064475).
- Klasyfikator pyłu (patent PL057724).
- Urządzenie do wytwarzania emulsji olejowo-wodnych (patent PL141444).
- Urządzenie do odolejania mieszanin wodno-olejowych (patent 140417).
- Urządzenie do wytwarzania emulsji olejowo-wodnych (patent PL138807).
- Układ instalacji zasilania silników spalinowych wysokoprężnych (patent PL147570).

## Wybrane publikacje naukowe
- Kozak E., Piotrowski L., Hulanicki S., Emulsje paliwowo-wodne jako paliwo zastępcze, Wydawnictwo Naukowe WSM w Szczecinie, Szczecin 1987[6].
- Grzywacz S., Stępniak A., Hulanicki S., Emulsje paliwowo-wodne w zastosowaniu do zasilania okrętowych silników wolnoobrotowych, Sympozjum Paliw Płynnych i Produktów Smarowych w Gospodarce Morskiej – Kołobrzeg 1983, Wydawnictwo Instytutu Morskiego, Gdańsk 1983, referat 22[7].
- Kozak E., Piotrowski L., Hulanicki S., Zasilanie wysokoprężnych silników spalinowych paliwowo-wodnymi układami dyspersyjnymi, Sympozjum Paliw Płynnych i Produktów Smarowych w Gospodarce Morskiej – Kołobrzeg 1983, Wydawnictwo Instytutu Morskiego, Gdańsk 1983, referat 18[8].
- Hulanicki S., Badania niektórych własności termokinetycznych aerozoli występujących przy produkcji tłoczyw fenolowych, Wydawnictwo Politechniki Wrocławskiej, Wrocław 1972[9].
- Hulanicki S., Własności termokinetyczne aerozoli przemysłowych, Wydawnictwo Politechniki Wrocławskiej, Wrocław 1972[10].

## Wybrane publikacje społeczno-kulturalne i ezoteryczne
- Hulanicki S., Joga – sposób na życie, Pegaz, Warszawa 1996, ISBN 83-856-3912-8[11].
- Hulanicki S., Hathajoga – droga do zdrowia, Pegaz, Warszawa 1996, ISBN 83-856-3914-4[12].
- Hulanicki S., Radżajoga – wolność i nieśmiertelność, Pegaz, Warszawa 1996, ISBN 83-856-3911-X[13].
- Hulanicki S., Huna – tajemna wiedza Kahunów, Pegaz, Warszawa 1993, ISBN 83-856-3903-9[14].
- Hulanicki S., Jak zdobyć radość życia. Joga bez tajemnic, Agencja Promocyjno-Wydawnicza Bipress, Future, Szczecin 1992, ISBN 83-724-5931-2[15].